# Maj-Brit Wadell
Inga Maj-Brit Wadell, född 4 januari 1931 i Filipstad, död 2 juli 2025 i Göteborg, var en svensk konstvetare och professor emerita.
Hon är dotter till posttjänstemannen Conrad Wadell och Kristina, ogift Eriksson. Hon blev fil. lic. i konsthistoria med konstteori 1960 på avhandlingen Fons pietatis, ett ikonografiskt motiv under senmedeltid och renässans under handledning av Per Gustaf Hamberg och fil. dr. vid Göteborgs universitet 1969 på doktorsavhandlingen Fons Pietatis: eine ikonographische Studie. Hon var extra ordinarie docent vid Göteborgs universitet 1969–1979 och blev som första kvinna universitetsprofessor i konstvetenskap 1979. 1974 publicerade hon en studie om skandalen vid Peter Dahls utställning på Göteborgs konsthall 1970 då en målning togs i beslag av polisen. Därefter riktades hennes intresse alltmer mot att med psykoanalytiska metoder analysera konstverk och konstnärskap vilket resulterade i studier av bland andra Ingemar Pettersson, Lucian Freud och Emanuel Vigeland. Hon blev ledamot av Kungliga Vetenskaps- och Vitterhetssamhället i Göteborg 1986.
Hon var 1959–1967 gift med konstnären Gösta Liljeström (1915–1968) och från 1967 sambo med civilingenjör Harri Carlson Essle (1911–1989).